# Exocentrus alboscutellaris
Exocentrus alboscutellaris là một loài bọ cánh cứng trong họ Cerambycidae.